# قائمة مراكز محافظة الخرج
- السيحالهياثم
- نعجان
- السلمية
- اليمامة
- السلطانية
- الوسيطا
- الضبيعة
- الحزم
- الرفيعه
- الرفايع
- سميح
- حي القطار
- بدع بن عرفج
- حي السهباء
- مقبوله
- البدع
- الشديده
- البره
- التوضحيه
- الفيحاء
- العزيزه